# Phelipara nebulosa
Phelipara nebulosa là một loài bọ cánh cứng trong họ Cerambycidae.